# Distrito de Putis
El distrito peruano de Putis es uno de los trece distritos de la provincia de Huanta, al noroeste del departamento de Ayacucho.

## Historia
Fue creado mediante la Ley N° 31134 por aprobación del Congreso de la República y publicado en el diario oficial El Peruano, durante el gobierno del presidente Francisco Sagasti en 2021.